# Graham Hill
Norman Graham Hill OBE , född 15 februari 1929 i Hampstead i London, död 29 november 1975 i Arkley i Barnet (i en flygolycka), var en brittisk racerförare. Han var en institution inom brittisk racing och far till racerföraren Damon Hill.

## Racingkarriär

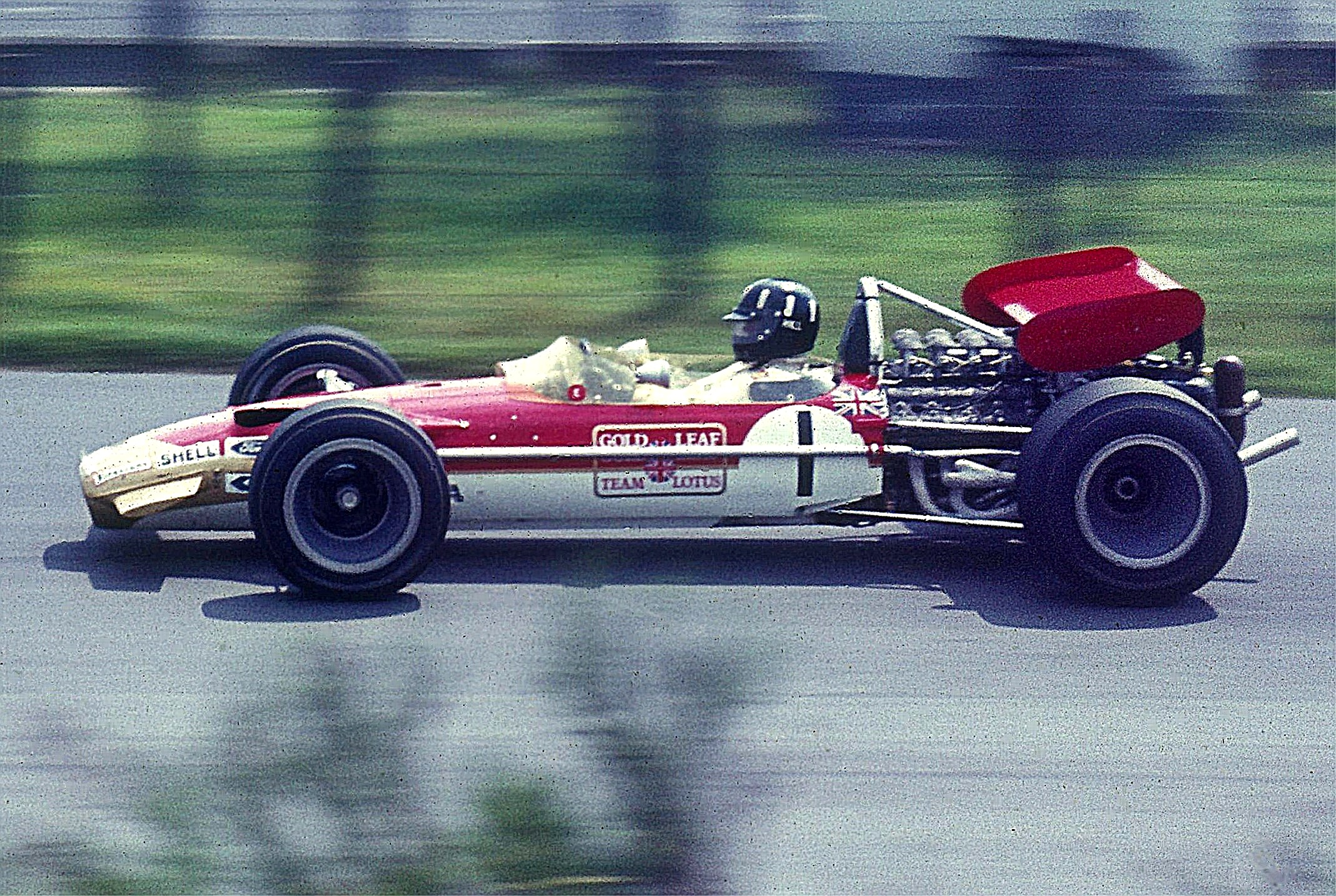
Graham Hill i Lotus 49 på Nürburgring

Graham Hill är den ende som vunnit en så kallad Triple Crown, det vill säga segrar i Indianapolis 500 (1966), Le Mans 24-timmars (1972) och Monacos Grand Prix (1963, 1964, 1965, 1968, 1969). Tidigare har ibland angivits att Triple Crown skulle omfatta seger i formel 1-VM istället för Monacos GP och Hill har även en Triple Crown enligt den definitionen.
Graham Hill blev världsmästare i formel 1 säsongerna 1962 och 1968 och tvåa tre gånger, säsongerna 1963, 1964 och 1965.
Hans karriär var nära att ta slut då han fick båda benen krossade efter att ha kastats ur sin Lotus vid en punktering på Watkins Glen under USA:s Grand Prix 1969. Han tillfrisknade dock rekordsnabbt och kom tillbaka och tog poäng på Kyalami i Sydafrika 1970. Graham Hill startade och tävlade även i ett eget stall med namnet Embassy Hill.

### Död och eftermäle
I november 1975 omkom Hill och fyra andra i stallet i ett flyghaveri, när planet, med Hill som pilot, havererade in bland träden på en golfbana i norra London i tät dimma.
Graham Hill blev för sina insatser invald i International Motorsports Hall of Fame 1990.

## F1-karriär
| Säsong                 | Stall/Tillverkare            | Placering              | Lopp | Poäng | Etta | Tvåa | Trea | Pole | Varv |
| ---------------------- | ---------------------------- | ---------------------- | ---- | ----- | ---- | ---- | ---- | ---- | ---- |
| 1958                   | Lotus-Climax                 | -                      | 8    |       |      |      |      |      |      |
| 1959                   | Lotus-Climax                 | -                      | 8    |       |      |      |      |      |      |
| 1960                   | BRM                          | 15                     | 8    | 4     |      |      | 1    |      | 1    |
| 1961                   | BRM-Climax                   | 15                     | 8    | 3     |      |      |      |      |      |
| 1962                   | BRM                          | 1                      | 9    | 42    | 4    | 2    |      | 1    | 3    |
| 1963                   | BRM                          | 2                      | 10   | 33    | 2    |      | 3    | 2    |      |
| 1964                   | BRM                          | 2                      | 10   | 39    | 2    | 3    |      | 1    | 1    |
| 1965                   | BRM                          | 2                      | 10   | 40    | 2    | 3    | 1    | 4    | 3    |
| 1966                   | BRM                          | 5                      | 9    | 17    |      | 1    | 2    |      |      |
| 1967                   | Lotus-Ford                   | 7                      | 11   | 15    |      | 2    |      | 3    | 2    |
| 1968                   | Lotus-Ford                   | 1                      | 12   | 48    | 3    | 3    |      | 2    |      |
| 1969                   | Lotus-Ford                   | 7                      | 10   | 19    | 1    | 1    |      |      |      |
| 1970                   | R R C Walker (Lotus-Ford)    | 13                     | 12   | 7     |      |      |      |      |      |
| 1971                   | Brabham-Ford                 | 21                     | 11   | 2     |      |      |      |      |      |
| 1972                   | Brabham-Ford                 | 14                     | 12   | 4     |      |      |      |      |      |
| 1973                   | Hill (Shadow-Ford)           | -                      | 12   |       |      |      |      |      |      |
| 1974                   | Hill (Lola-Ford)             | 18                     | 15   | 1     |      |      |      |      |      |
| 1975                   | Hill (Lola-Ford & Hill-Ford) | -                      | 4    |       |      |      |      |      |      |
| Sammanlagt 18 säsonger | Sammanlagt 18 säsonger       | Sammanlagt 18 säsonger | 179  | 274   | 14   | 15   | 7    | 13   | 10   |

| 1. Nederländerna 1962 2. Tyskland 1962 3. Italien 1962 4. Sydafrika 1962 5. Monaco 1963 6. USA 1963 7. Monaco 1964 8. USA 1964 9. Monaco 1965 10. USA 1965 11. Spanien 1968 12. Monaco 1968 13. Mexiko 1968 14. Monaco 1969 |

| 1. Belgien 1962 2. USA 1962 3. Frankrike 1964 4. Storbritannien 1964 5. Tyskland 1964 6. Storbritannien 1965 7. Tyskland 1965 8. Italien 1965 9. Nederländerna 1966 10. Monaco 1967 11. USA 1967 12. Sydafrika 1968 13. Tyskland 1968 14. USA 1968 15. Sydafrika 1969 |

| 1. Nederländerna 1960 2. Frankrike 1963 3. Storbritannien 1963 4. Sydafrika 1963 5. Sydafrika 1965 6. Monaco 1966 7. Storbritannien 1966 |

| 1. Belgien 1962 2. Belgien 1963 3. USA 1963 4. Österrike 1964 5. Monaco 1965 6. Belgien 1965 7. Nederländerna 1965 8. USA 1965 9. Nederländerna 1967 10. Frankrike 1967 11. USA 1967 12. Monaco 1968 13. Storbritannien 1968 |

| 1. Storbritannien 1960 2. Frankrike 1962 3. Tyskland 1962 4. Italien 1962 5. Monaco 1964 6. Monaco 1965 7. Storbritannien 1965 8. USA 1965 9. Frankrike 1967 10. USA 1967 |